# Сидоренкове
Сидоре́нкове — село в Україні, у Валківській міській громаді Богодухівського району Харківської області. Населення становить 804 осіб. До 2020 орган місцевого самоврядування — Сидоренківська сільська рада.

## Географія
Село Сидоренкове знаходиться біля балки Лазарєва в урочищі Скотувате по дну якого протікає пересихаючий струмок на якому зроблено кілька загат, струмок через 3 км впадає в річку Чутівка, примикає до села Завгороднє.

## Історія
Село засноване 1650 року.
За даними на 1864 рік у казенному селі Микільсько-Очеретівської волості Валківського повіту мешкало 480 осіб (240 чоловічої статі та 240 — жіночої), налічувалось 60 дворових господарств, існувала православна церква.
12 червня 2020 року, розпорядженням Кабінету Міністрів України № 725-р «Про визначення адміністративних центрів та затвердження територій територіальних громад Харківської області», увійшло до складу Валківської міської громади.
19 липня 2020 року, в результаті адміністративно-територіальної реформи та ліквідації Валківського району, село увійшло до складу Богодухівського району.

## Уродженці
- Шевченко Марфа Яківна (1920—1997) — передовик радянського сільського господарства, ланкова колгоспу «Комуніст» Коломакського району Харківської області, Герой Соціалістичної Праці (1948).

## Пам'ятки
- Ентомологічний заказник місцевого значення «Каніцевський». Площа 5,0 га. Розташований в с. Сидоренкове на південному степовому схилі балки. Тут ростуть ковила, гіацинт, сон-трава, шавлія, ломиніс цілолистий, живе приблизно 100 видів і груп корисних комах, які цінні для науки.
- Храм апостола Андрія Первозванного
- Пам'ятний знак Богачеву В. Г. — танкісту, Герою Радянського Союзу.

## Галерея

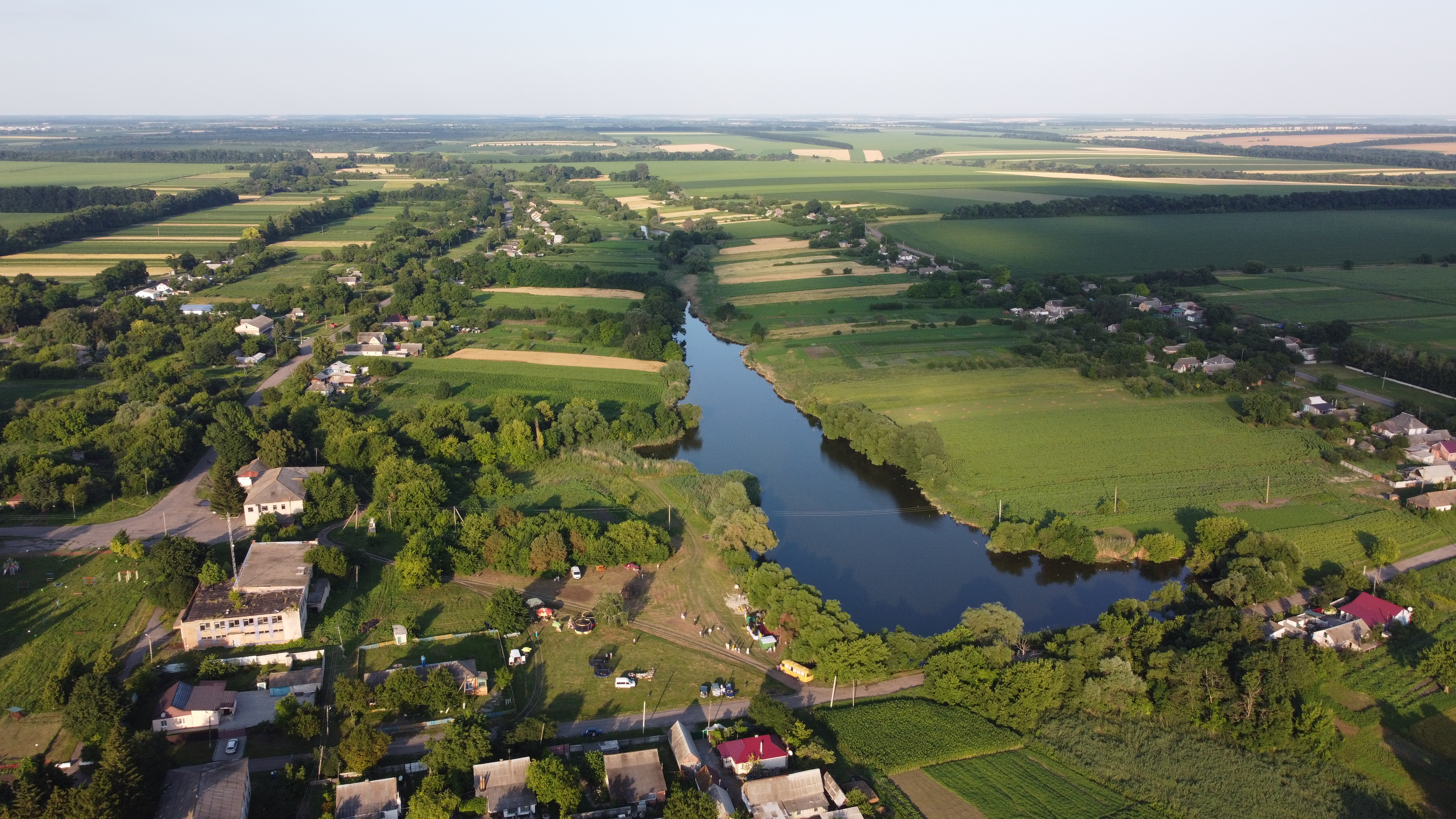
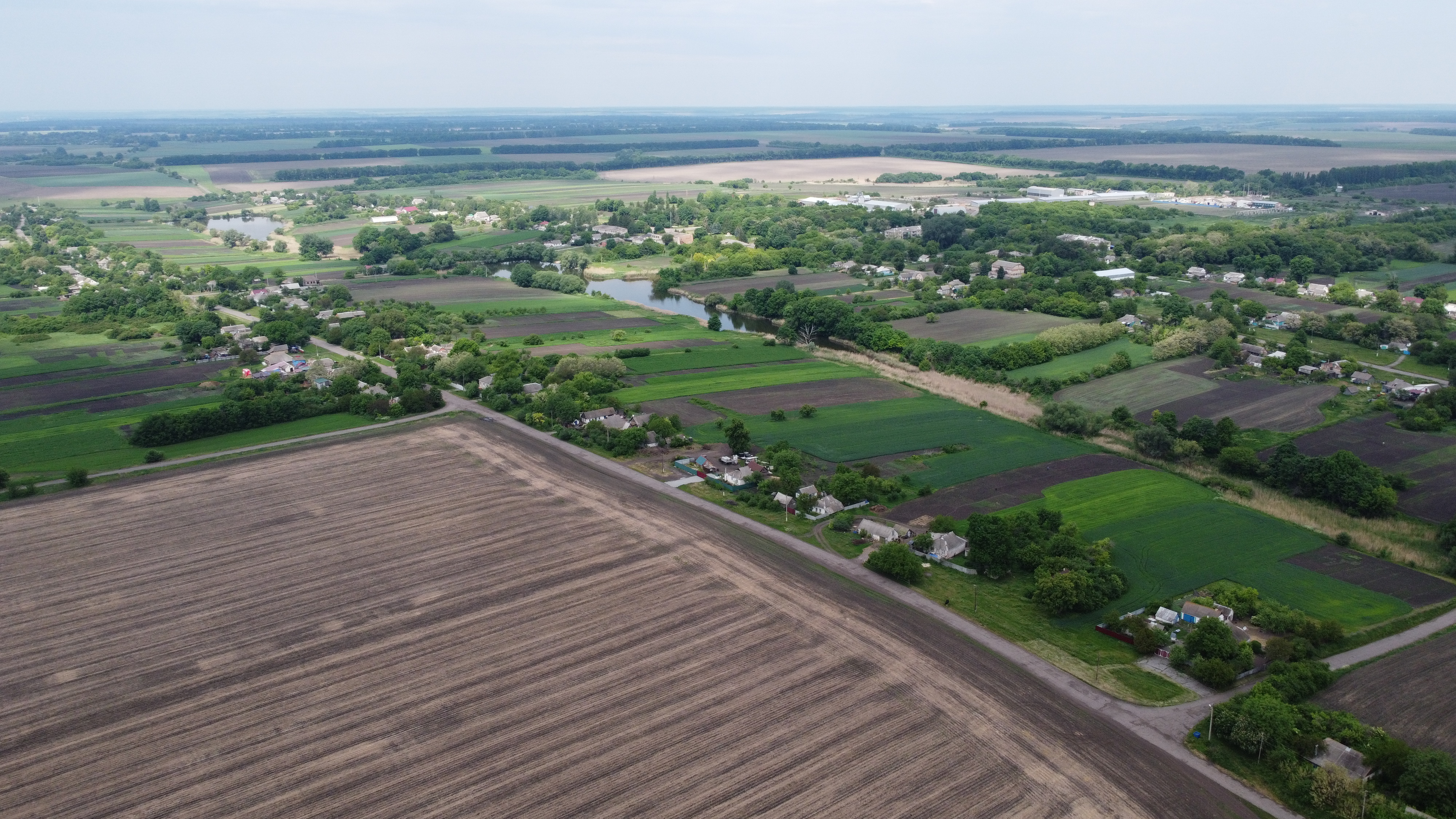
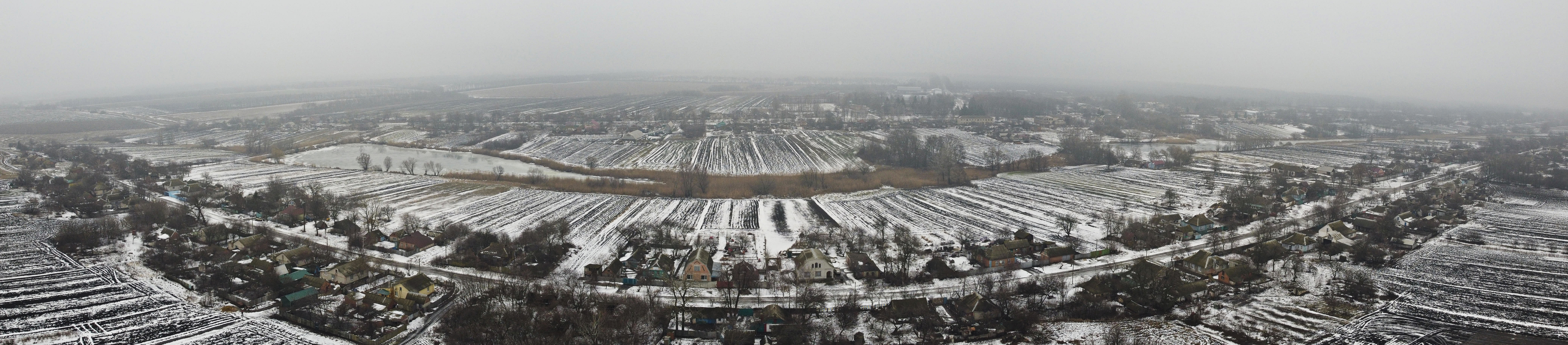
Панорама